# Vassili Altfater
Vassili Mikhaïlovitch Altfater ou Altvater (en russe : Василий Михайлович Альтфатер), né le 16 décembre 1883 à Varsovie (Pologne), décédé le 20 avril 1919 à Moscou, est un officier russe qui fut kontr-admiral dans la Marine impériale de Russie et commandant en chef des forces navales de la Russie soviétique.

## Famille
Fils de Mikhaïl Egorovitch Altfater (1840-1918), officier puis général d'artillerie, membre du Conseil d'État.

## Biographie
Né à Varsovie dans une famille d'officiers d'artillerie.
Vassili Mikhaïlovitch Altfater sort diplômé de l'École navale en 1902. Au cours de la Guerre russo-japonaise de 1904-1905, il prend part à la défense de Port-Arthur (Lüshun), pendant laquelle il participe également au sauvetage des marins du Petropavlovsk. En 1908, il obtient son diplôme d'hydrographe à l'Académie navale Nicolas de Saint-Pétersbourg. De 1909-1910, il sert dans la flotte de la Baltique en qualité de navigateur. Au cours de la Première Guerre mondiale, il est le porte-parole de la Marine impériale de Russie, puis chef de l'administration militaire dans le cadre du commandement en chef de la flotte du Nord.
En octobre 1917, Vassili Mikhaïlovitch Altfater est promu contre-amiral.
En 1917, il intègre les rangs de la Marine soviétique. En qualité d'expert de la délégation soviétique, il assiste aux négociations du traité de Brest-Litovsk. En 1919, il siège comme membre au Commissariat du peuple aux affaires navales, et en octobre 1918, il est nommé au Conseil militaire révolutionnaire et commandant en chef des forces navales soviétiques.

## Décès
Vassili Mikhaïlovitch Altfater décède brusquement d'un infarctus à l'âge de 35 ans. Il est inhumé au cimetière de Novodievitchi. À la nouvelle de son décès, Léon Trotsky aurait déclaré : « La Marine soviétique a perdu un travailleur infatigable, compétent, énergique et honnête. ».

## Bâtiments de guerre ayant porté son nom
- Altfater : destroyer de la flottille de la mer Caspienne (1922-1945) ;
- Altfater : canonnière de la flottille de la mer d'Azov.